# Acromycter alcocki
Acromycter alcocki és una espècie de peix pertanyent a la família dels còngrids.

## Descripció
- Pot arribar a fer 25,3 cm de llargària màxima.[6][7]

## Hàbitat
És un peix marí i bentopelàgic que viu entre 388 i 640 m de fondària.

## Distribució geogràfica
Es troba al Pacífic oriental central: les illes Hawaii.

## Observacions
És inofensiu per als humans.